# 의성군 갑
의성군 갑은 대한민국의 옛 국회의원 선거구이다. 당시 경상북도 의성군의 일부 지역을 관할했다.

## 역사
제헌 국회의원 선거를 앞두고 의성군의 일부 지역을 관할하는 선거구로 신설되었다. 신설 당시 의성군 의성읍, 단촌면, 점곡면, 옥산면, 사곡면, 춘산면, 가음면, 금성면, 봉양면을 관할했다.
제6대 국회의원 선거를 앞두고 의성군 을 선거구와 통합되어 의성군 단독 선거구를 이루게 됨에 따라 폐지되었다.

## 역대 국회의원
| 선거   | 정당 | 정당       | 의원   |
| ------ | ---- | ---------- | ------ |
| 1948년 |      | 무소속     | 정우일 |
| 1950년 |      | 대한국민당 | 박영출 |
| 1954년 |      | 무소속     | 박영출 |
| 1958년 |      | 민주당     | 김규만 |
| 1960년 |      | 민주당     | 오상직 |

## 역대 선거 결과

### 대한민국 제헌 국회의원 선거
|  | 28.75% |

|  | 23.06% |

|  | 18.16% |

|  | 13.24% |

|  | 8.93% |

|  | 7.83% |

### 대한민국 제2대 국회의원 선거
|  | 14.40% |

|  | 13.31% |

|  | 12.54% |

|  | 11.51% |

|  | 11.13% |

|  | 9.43% |

|  | 7.10% |

|  | 5.02% |

|  | 4.29% |

|  | 3.66% |

|  | 2.89% |

|  | 2.31% |

|  | 1.72% |

|  | 0.63% |

### 대한민국 제3대 국회의원 선거
|  | 34.77% |

|  | 29.97% |

|  | 27.78% |

|  | 4.44% |

|  | 1.93% |

|  | 0.56% |

|  | 0.52% |

### 대한민국 제4대 국회의원 선거
|  | 40.13% |

|  | 40.07% |

|  | 19.78% |

### 대한민국 제5대 국회의원 선거
|  | 24.15% |

|  | 21.74% |

|  | 19.08% |

|  | 15.52% |

|  | 13.72% |

|  | 5.77% |